# ボーレ
ボーレ（伊: Bore）は、イタリア共和国エミリア＝ロマーニャ州パルマ県にある、人口約600人の基礎自治体（コムーネ）。

## 地理

### 位置・広がり

#### 隣接コムーネ
隣接するコムーネは以下の通り。括弧内のPCはピアチェンツァ県所属を示す。
- バルディ
- モルファッソ (PC)
- ペッレグリーノ・パルメンセ
- ヴァラーノ・デ・メレガーリ
- ヴァルシ
- ヴェルナスカ (PC)

### 気候分類・地震分類
ボーレにおけるイタリアの気候分類 (it) および度日は、zona F, 3522 GGである。
また、イタリアの地震リスク階級 (it) では、zona 3 (sismicità bassa) に分類される。

## 行政

### 分離集落
ボーレには以下の分離集落（フラツィオーネ）がある。
- Bellaria, Castiglione dei Turchi, Felloni, Ferrari, Fiori, Franchi-Salvi, Metti, Mortarelli, Orsi, Pereto, Pozzolo, Pratogrande, Raffi, Ralli, Rovina, Silva, Zani, Zermani